# Фамадихана
Фамадиха́на (малаг. famadihana — переворачивание костей) — ритуальная церемония почитания мёртвых, распространённая на острове Мадагаскар.
Эта церемония имеет относительно недавнюю историю, появившись примерно в XVII веке у горных племён мерина и бецилеу. Возможно, она уходит своими корнями в традиции некоторых народов Юго-Восточной Азии, откуда Мадагаскар был когда-то колонизован. В древности объектом религиозного поклонения служили те из предков малагасийцев, которые при жизни занимали значимое положение в обществе. Прижизненное подчинение власти вождей перешло в их посмертное обожествление. Однако со временем культ обожествлённых правителей постепенно сошёл на нет. Объектом почитания всё больше становились прародители семьи, рода.
Церемония основывается на вере в то, что жизнь человека исходит от бога посредством разана, или духа предков. Таким образом, предки являются посредниками между живыми и богом, а живые — временным продолжением мёртвых. Духам предков молятся, так же, как и богу, а место погребения умерших родственников всегда устраивается возле дома, в углублённом в земле склепе. Человек, согласно вере, переходит в иной мир только тогда, когда его тело полностью разложится, пока же этого не произошло, духу умершего необходимо периодически «встряхиваться», общаясь с членами своей семьи.
День этого обряда выбирается знахарем или астрологом. Обычно это среда в период сухого зимнего сезона с июня по октябрь и не ранее чем через год после последнего захоронения, чтобы тело высохло. Близкие родственники умершего извлекают из семейного склепа наружу останки своего сородича, завёрнутые в материю, переносят их на циновке и укладывают на помосте в северо-восточном углу двора и оборачивают их в новый саван из шёлка. Фамадихана сопровождается многочисленными табу: нельзя класть тело на землю, произносить имя усопшего, показывать на него пальцем. Во время церемонии нельзя плакать, наоборот, все ласково и весело разговаривают с предком. Кто-то просит у него благословения, кто-то здоровья, богатства, детей. Рассказывают о новостях в семье и стране, произошедших за время отсутствия родственника. Старейшины рода объясняют детям важность почитания мёртвых, которые в это время лежат перед ними, рассказывают об их генеалогии.
Останки оборачивают в новый саван из домотканого шёлка (ламбамены), окрашенного отваром дерева нату, который препятствует процессу тления, поднимают на руки и начинают носить и танцевать с ними, смеясь и толкаясь, вдоль границ двора. На церемонию собираются все родственники усопшего, которых приглашают за месяц, нанимаются музыканты и актёры народного малагасийского театра хирагаси. Для родственников и знакомых устраивается обильное угощение, приносят в жертву животных.
Через несколько часов действа останки возвращают в гробницу и кладут уже на новое место в соответствии с иерархией. Склеп запечатывают глиной. Циновку, на которой переносили усопшего, разрывают на части и раздают людям: обладание таким кусочком считается хорошей приметой, например, подложенная под матрац ткань якобы избавляет женщин от бесплодия.
В результате первой фамадиханы усопший переходит из нечистого мира мёртвых в священный мир предков и превращается тем самым в могущественное божество разана. Ритуал повторяется через семилетние промежутки времени, несмотря на то что затраты на него составляют не менее трети годового дохода. В последнее время распространённость фамадиханы пошла на убыль, что связано, с одной стороны, с дороговизной шёлка, с другой, противодействием некоторых христианских организаций, в основном протестантских. Католическая же церковь относится к этому ритуалу нейтрально, считая его скорее культурным, нежели религиозным. По словам самих малагасийцев, фамадихана важна для них как способ воздать уважение мёртвым, а также как повод собраться родственникам со всех уголков страны. Фамадихана считается днём, когда можно продемонстрировать свою любовь к семье.